# Sainte-Colombe (Żyronda)
Sainte-Colombe – miejscowość i gmina we Francji, w regionie Nowa Akwitania, w departamencie Żyronda.
Według danych na rok 1990 gminę zamieszkiwało 361 osób, a gęstość zaludnienia wynosiła 89 osób/km² (wśród 2290 gmin Akwitanii Sainte-Colombe plasuje się na 827. miejscu pod względem liczby ludności, natomiast pod względem powierzchni na miejscu 1479.).